# Nasreddine Ben Maati
Nasreddine Ben Maati, né le 14 octobre 1990, est un acteur et réalisateur tunisien.

## Biographie
Membre de la Fédération tunisienne des cinéastes amateurs dès l'âge de seize ans, il réalise plusieurs courts métrages qui participent au Festival international du film amateur de Kélibia. Ainsi, en 2010, il réalise son premier court métrage, Le Virage qui est sélectionné au Short Film Corner du Festival de Cannes 2011. Il poursuit sa carrière avec Le Feu puis Coexist, tournés à Trouville en 2013.
Il tourne un premier long métrage documentaire, intitulé Ouled Ammar : génération maudite,,, qui évoquent les cyberdissidents tunisiens défiant la censure d'Internet sous le régime de Zine el-Abidine Ben Ali.
Il tourne ensuite un deuxième documentaire intitulé La Musique et les rebelles. Il se fait connaître du public français dans un second rôle du film de Mehdi Ben Attia, L'Amour des hommes, sorti en France en février 2018.
Tout en développant son second long métrage, Super lune, il décide en 2019 de créer Guru Productions.

## Filmographie

### Directeur de la photographie
- 2013 : Giulietta, court métrage de Jon Rabaud

### Premier assistant réalisateur
- 2017 : Mektoub, My Love: canto uno d'Abdellatif Kechiche

### Réalisateur
- 2010 : Le Virage, court métrage
- 2013 : Le Feu ; Coexist, court métrage[2]
- 2013 : Ouled Ammar : génération maudite[6]
- 2014 : La Musique et les rebelles

### Acteur
- 2014 : Dette d'honneur d'Albert Didier (spin-off de Plus belle la vie), téléfilm sorti en mai 2015 sur France 3[7]
- 2017 : L'Amour des hommes de Mehdi Ben Attia, rôle de Kaïs[8]